# Спрингетт, Рон
Ро́нальд Де́рик Джордж (Рон) Спри́нгетт (англ. Ronald Deryk George "Ron" Springett, 22 июля 1935, Лондон — 12 сентября 2015) — английский футболист, игрок клубов «Шеффилд Уэнсдей» и «Куинз Парк Рейнджерс», а также сборной Англии. Играл на позиции вратаря.
В составе сборной Англии стал чемпионом мира 1966 года на домашнем первенстве мира. Провёл 33 игры за сборную Англии. Один из немногих игроков «сов», призывавшийся под знамёна сборной более 30 раз.

## Клубная карьера
Начинал игровую карьеру в «Куинз Парк Рейнджерс». Впоследствии был продан в «Шеффилд Уэнсдей» за 10 тысяч фунтов стерлингов. Провёл в составе шеффилдской команды 384 игры до возвращения в «Куинз Парк Рейнджерс». Прощальный матч провёл 25 сентября 1967 года в составе «Шеффилд Уэнсдей» против «Шеффилд Юнайтед» на стадионе в Хиллсборо..

## Игры в сборной
Спрингетт дебютировал в сборной в 1959 году в матче против сборной Северной Ирландии. Был основным голкипером сборной на чемпионате мира в Чили, дошёл с командой до четвертьфинала. Последний раз сыграл в 1966 году против норвежской сборной. Рон также числился в составе сборной на первенстве мира 1966 года, но не провёл ни одного матча на турнире.

## Награждение золотыми медалями
По правилам того времени, золотые медали вручались только участникам финального матча. Однако в 2009 году ФИФА вынесла постановление: игроки, которые числились в заявке сборной-чемпиона мира, но не играли в финальном матче, в любом случае должны награждаться золотыми медалями. Согласно этому решению Футбольная ассоциация Англии вручила медали всем оставшимся в живых участникам чемпионата мира. В их числе оказался и Спрингетт.

## Достижения
- Чемпион мира 1966 года.